# Wieluń
Wieluń (uitspraak: [ˈvʲɛluɲ]) is een stad in het Poolse woiwodschap Łódź, gelegen in de powiat Wieluński. De oppervlakte bedraagt 16,9 km², het inwonertal 24.453 (2005).
De geschiedenis van Wieluń gaat terug tot in de 13e eeuw. De stad kreeg z'n stadsrechten rond 1283.

## Geschiedenis

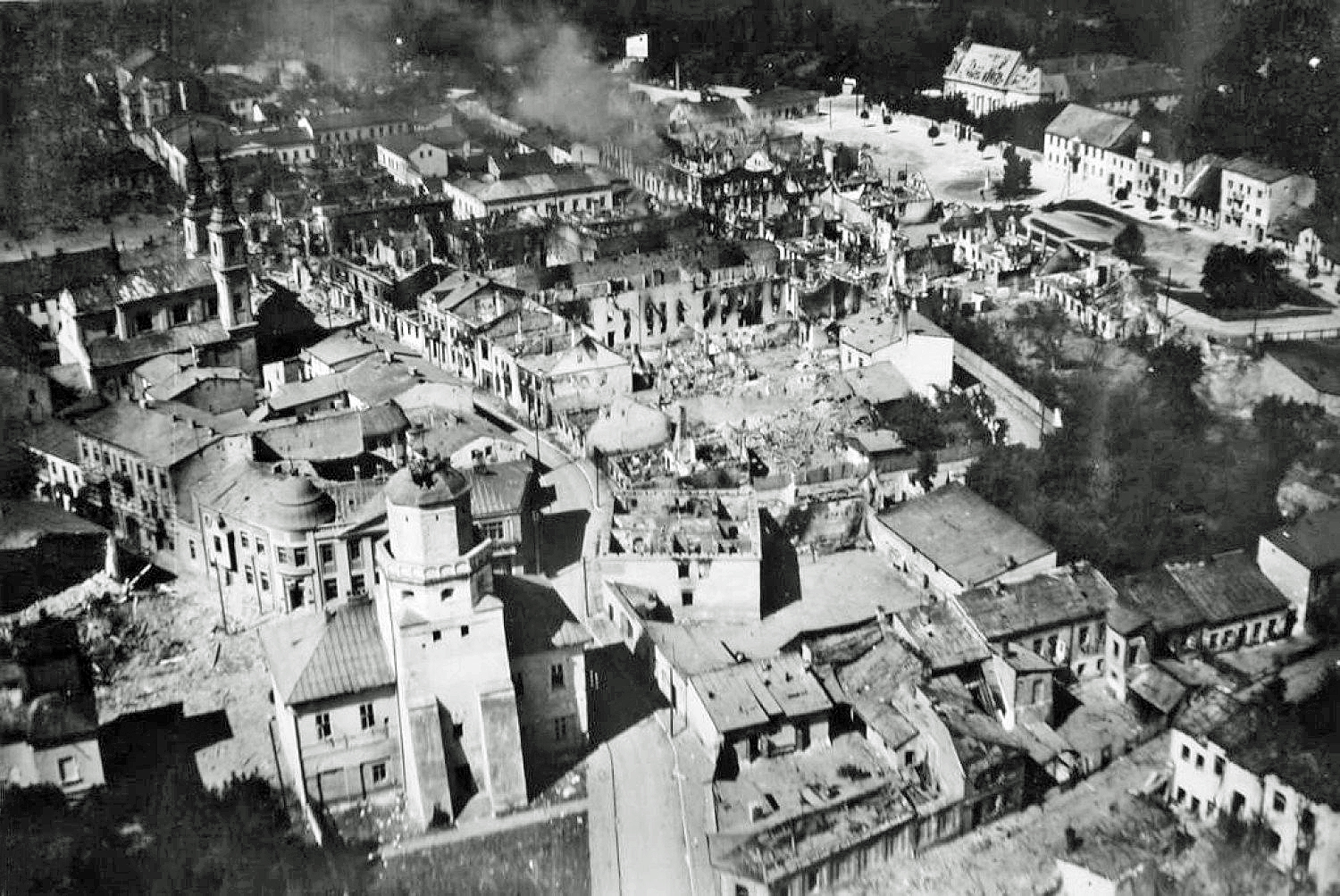
Centrum van Wieluń na het Duitse bombardement van 1-9-1939

Wieluń is tevens de stad waar de Tweede Wereldoorlog "begon". Op 1 september 1939 om 4.40 bombardeerde de Duitse Luftwaffe Wieluń, dat toen op 15 kilometer van de Duitse grens lag, zonder de oorlog te verklaren. 70-75% van de stad is toen verwoest en bijna 1300 inwoners kwamen daarbij om (ter vergelijking: het bombardement op Rotterdam in 1940 kostte aan 800 mensen het leven).
De Duitsers gebruikten voor Wieluń in 1940–41 en in 1942–45 de naam Welun, en in 1941–42 de naam Welungen.

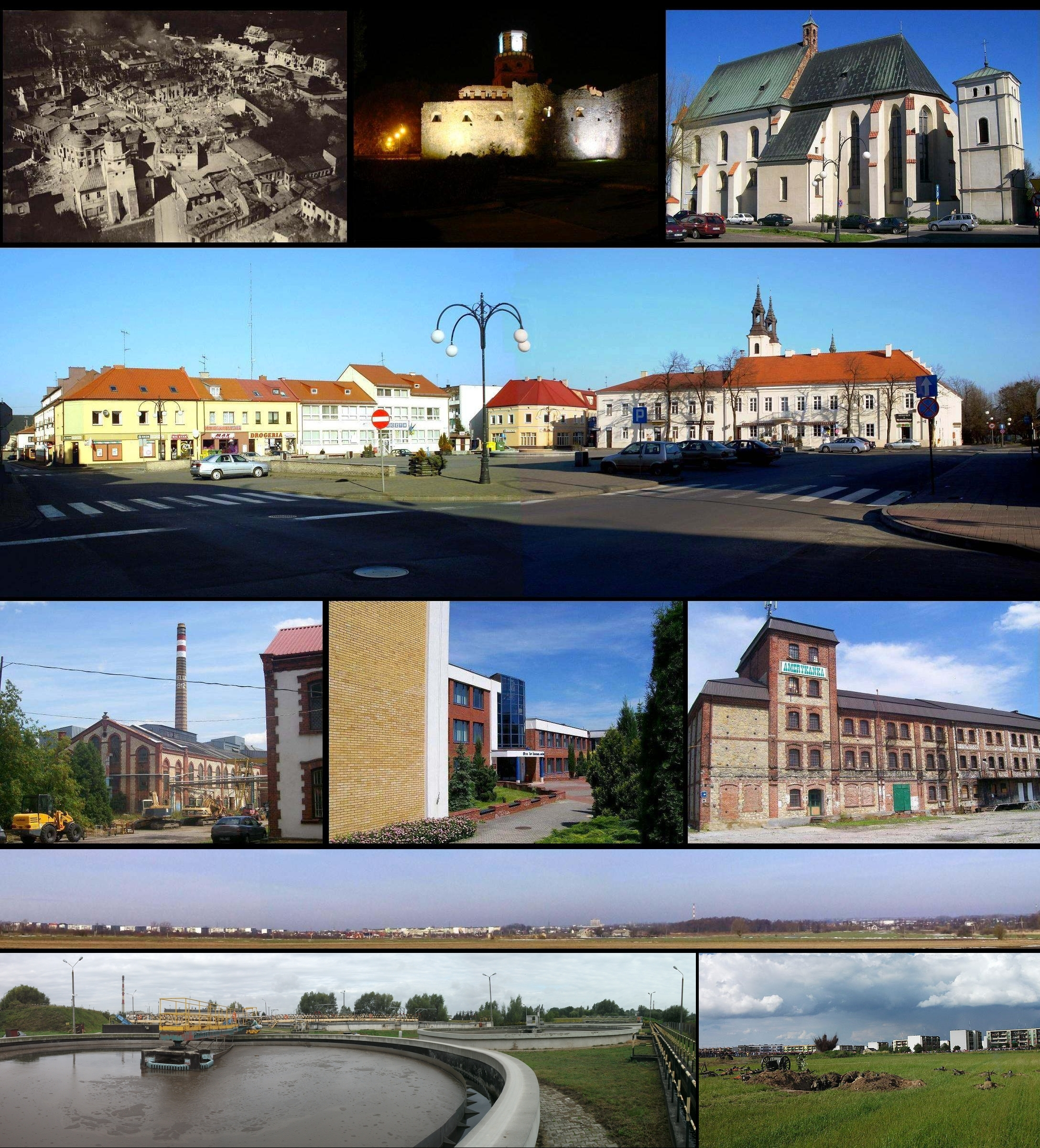
Wieluń

## Openbaar vervoer
Sinds 1926 heeft Wieluń een spoorverbinding. In de jaren 1980 liep er een smalspoorbaan van Wieluń naar Praszka. Anno 2008 zijn er twee treinstations, Wieluń Dąbrowa en Wieluń Miasto (Wieluń Stad), van waaruit Wieluń een rechtstreekse verbinding heeft met Tarnowskie Góry, Katowice, Szczecin en Kępno. Vroeger was er tevens een spoorverbinding met Lubliniec en met Częstochowa.
De verbinding met de omliggende dorpen en steden en met de rest van Polen worden verzorgd door de busdiensten van onder andere PKS Wieluń. Tevens vertrekken er van het busstation (gebouwd in 1976) internationale bussen naar onder andere Duitsland, Nederland en Frankrijk.

## Economie
Het eerste grote bedrijf dat zich in Wieluń vestigde was de suikerfabriek "Wieluń"(1912). Die fabriek hield in 2002 op met bestaan.
Andere grote bedrijven in Wieluń zijn: Protyl-Serwis 44, Korona (kaarsenfabriek), Galaxia (koffieverwerkingsbedrijf), Wielton, Gras (producenten van aanhangers) en SDM (melkdistributiebedrijf).
In Wieluń bevinden zich de volgende autodealers: Chevrolet, Citroën, Dacia, Fiat, Peugeot, Renault, Seat en Škoda, en hebben de volgende supermarktketens hun vestigingen: Lidl, Carrefour Express, Plus, Intermarché, Bricomarché, Pszczółka, Sedal, Rossmann, Mrówka.
Tevens bevond er zich van 1916 tot 1939 een elektriciteitscentrale. Na 1939 werd de stad aangesloten op het landelijke elektriciteitsnetwerk.

## Sport en recreatie
Wieluń telt twee grote parken, en er bevinden zich de volgende sportfaciliteiten: een stadszwembad, het zwembad "Kryta", een kunstijsbaan, een sporthal, een voetbalstadion en talloze voetbalvelden.

## Media
- Radio Ziemi Wieluńskiej (radiozender)
- Telewizja Kablowa Wieluńskiej Spółdzielni Mieszkaniowej (kabeltelevisiezender)

Maand- en weekbladen:
- Kulisy Powiatu Wieluń
- ITP tygodnik
- Nasz Tygodnik Wieluń-Wieruszów-Pajęczno (extra editie bij de krant "Dziennik Łódzki")
- Puls Wielunia (gratis tweewekelijks blad)
- Gazeta Wieluńska (gratis maandblad)

## Partnersteden
- Adelebsen - 1999
- Osterburg - 2002
- Letterkenny - 2007